# Trăn anaconda
Trăn anaconda hay trăn Nam Mỹ nước (tên khoa học Eunectes) là một chi gồm các loài trăn Nam Mỹ có kích thước lớn được tìm thấy ở vùng nhiệt đới Nam Mỹ. Bốn loài đã được công nhận; bao gồm một trong những loài rắn lớn nhất thế giới, trăn anaconda xanh (E. murinus). Chúng là những loài sống nửa cạn nửa nước, thường ẩn náu trong các đầm lầy, các con sông và các cánh rừng rậm của Nam Mỹ.

## Kích thước

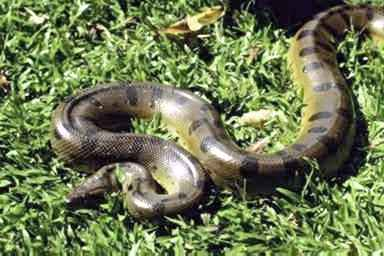
trăn Anaconda

## Hình ảnh

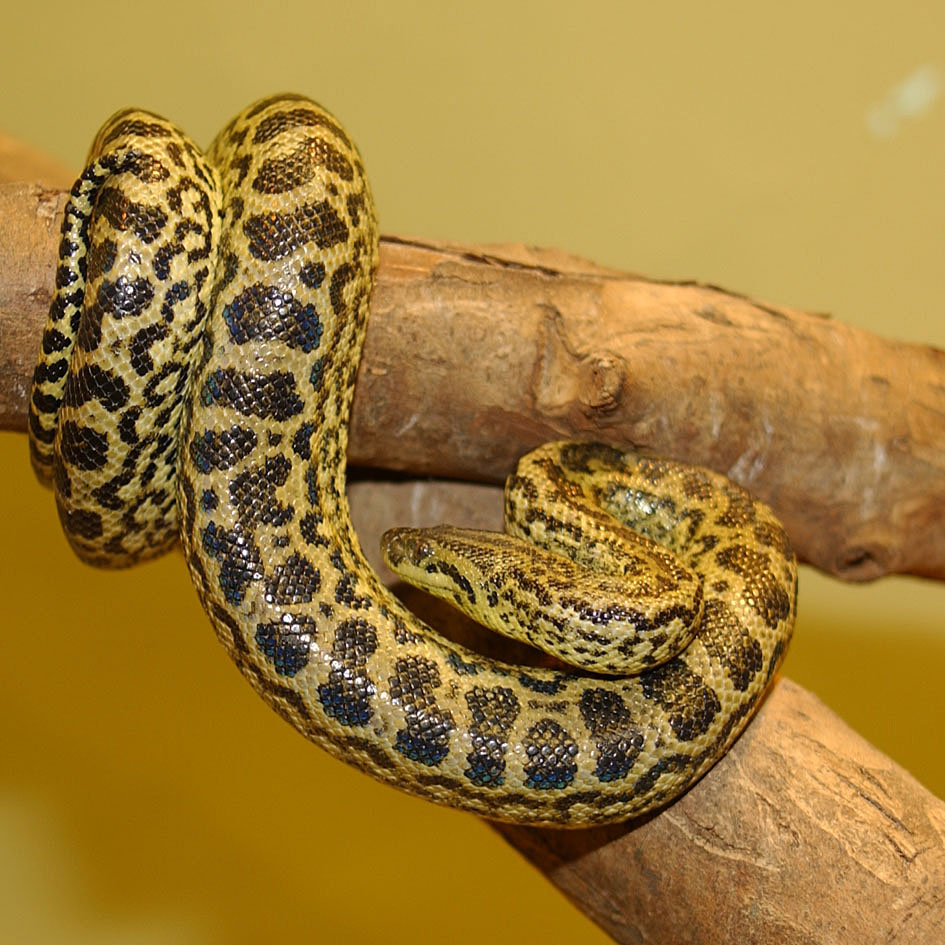
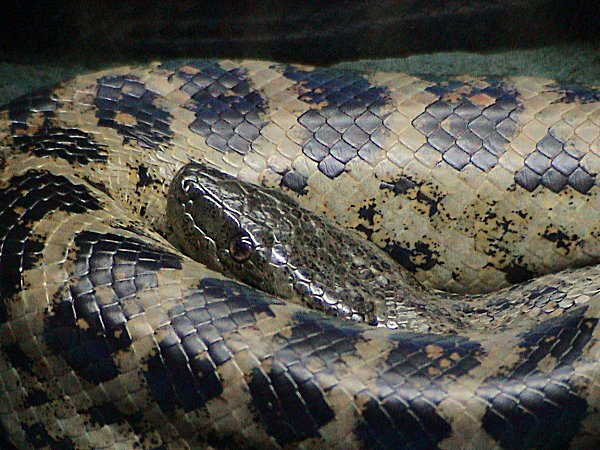
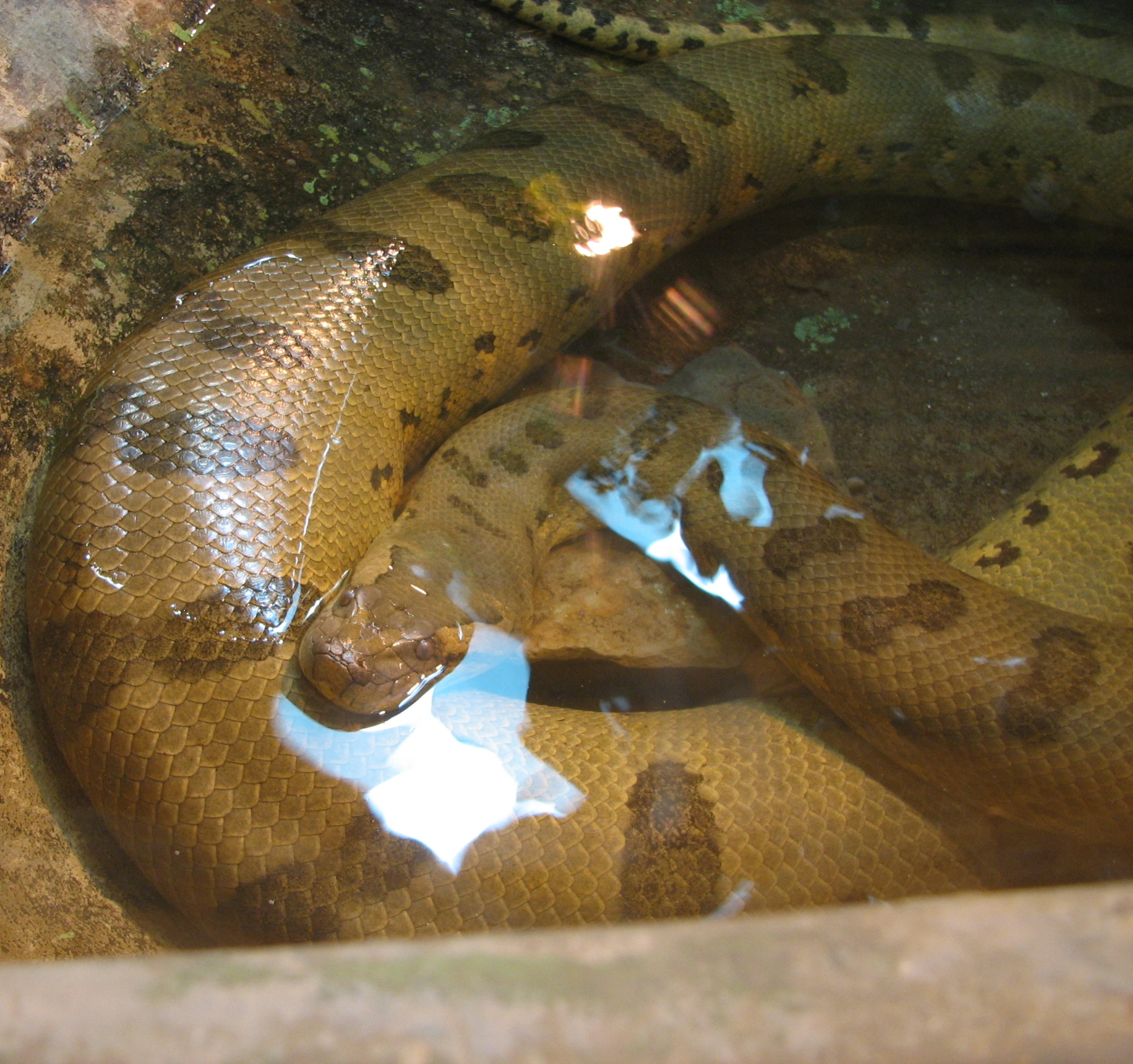
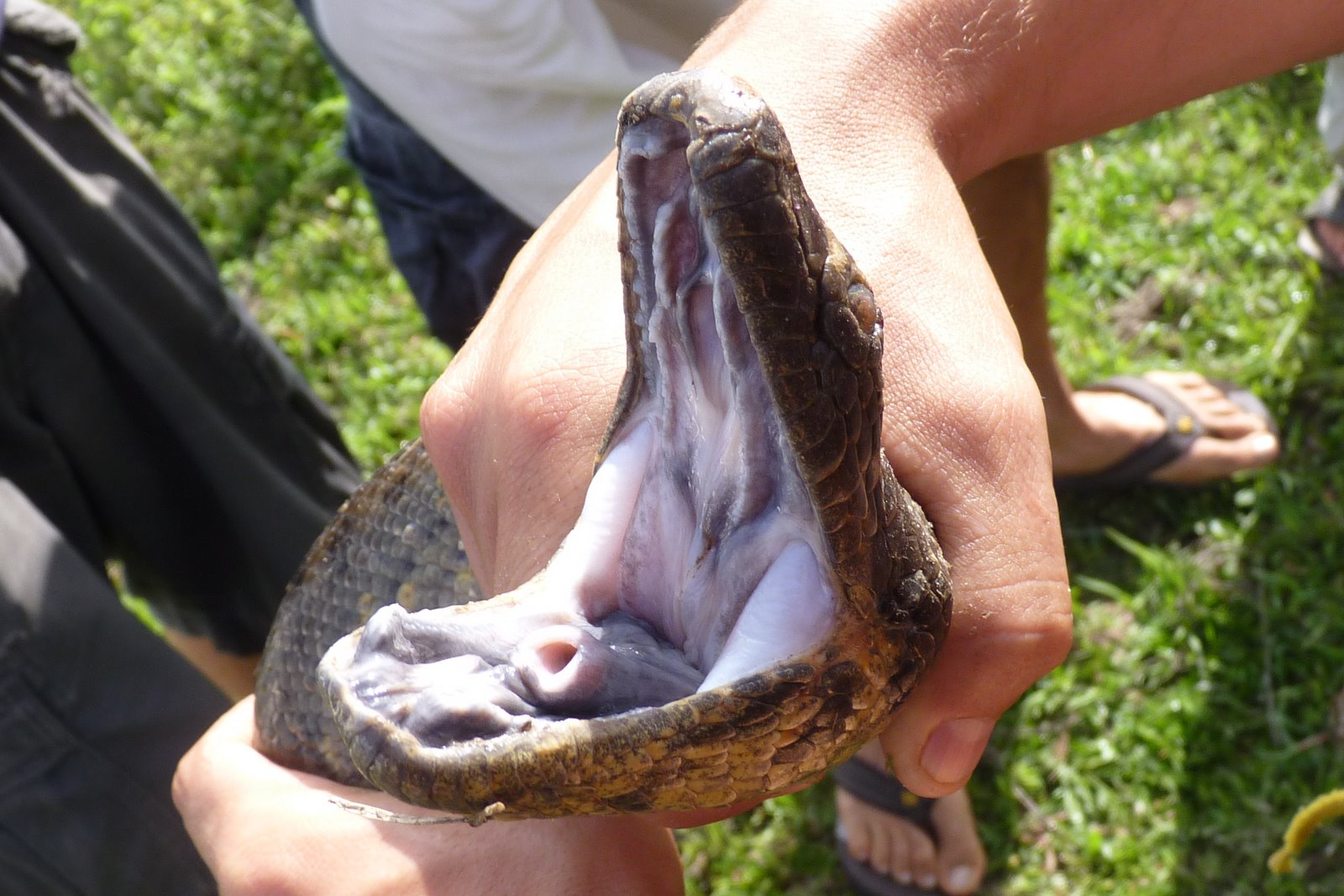